# 11 av. J.-C.
Cette page concerne l'année 11 av. J.-C. du calendrier julien.

## Événements
- Guerre de Germanie : Drusus, profitant des querelles entre les Germains, passe la Lippe (Lupia) et marche jusqu'à la Weser (Visurgis) ; il échappe à une embuscade sur la route du retour[1].
- Tibère réprime les révoltes en Pannonie et en Dalmatie[2] dues au recensement provincial.
- Pison, gouverneur de Pamphylie, intervient contre la révolte des Besses en Thrace, soutenue par un prêtre de Dionysos, Volgaisos[2].
- Quirinius est nommé légat en Syrie (fin en 8 av. J.-C.)[3].
- À Rome, Auguste adopte Tibère.
  - La fille d'Auguste, Julia, veuve de Marcus Vipsanius Agrippa, se remarie, sur ordre de son père, avec Tibère[4].
- Création des curatores aquarum. L'entretien des aqueducs et des sources de Rome passe sous contrôle impérial[5].

## Décès en 11 av. J.-C.
- Octavie, sœur de l'empereur Auguste et femme de C. Claudius Marcellus Aeserninus puis d'Antoine.
- Rhescuporis II, roi des Odryses.